# Bento da Cruz
Bento Gonçalves da Cruz (Peireses, Chã, Montalegre, 22 de fevereiro de 1925 – Porto, 25 de agosto de 2015) foi um grande escritor e médico português.

## Biografia
Bento da Cruz (Bento Gonçalves da Cruz), filho de Manuel Gonçalves da Cruz e Maria Alves, pequenos proprietários rurais (chamados de «Os Marinheiros»), nasceu em Peireses (Peirezes, na grafia antiga), uma modesta aldeia pertencente à freguesia de S. Vicente da Chã, concelho de Montalegre, a 22 de Fevereiro de 1925. Desde cedo foi iniciado no trabalho do campo e na pastorícia, único sustento da família. A miséria e as dificuldades que então viu no povo do seu tempo irão marcar profundamente toda a sua obra. Segundo os seus contemporâneos, era desejo de seus pais ter um filho presbítero de tal modo que quase todos os filhos varões frequentaram o Seminário. O Povo recorda ainda hoje o sacrifício que os progenitores empreenderam para que eles pudessem estudar.
Assim, depois de concluir os primeiros estudos, ingressou a 16 de Outubro de 1940, na Escola Claustral de Singeverga, dirigida por monges Beneditinos, disposto a seguir a vida religiosa. Aí concluiu com distinção o antigo Curso dos Seminários e foi director literário das revistas estudantis «O Colégio» e «Claustrália». Leu os Grandes Clássicos da Antiguidade. Entrou no noviciado em 1945. Porém, terminado este, decidiu abandonar a ordem em 1946, curiosamente também no dia 16 de Outubro.
Manteve cordiais relações com os Monges de Singeverga, onde participou regularmente em encontros de antigos alunos.
Conta sobre esse período: "fui cumpridor da regra e apontado como exemplo. A minha saída do seminário pode ter afectado alguns condiscípulos que me tomaram como referência. A maior pena que me ficou desse tempo foi não ter vivido essa extraordinária experiência de vida na aldeia entre os 15 e os 21 anos. Senti toda a vida a falta desse percurso de juventude." A sua primeira Obra « Hemoptise» dá-nos a conhecer esta etapa da sua caminhada. 
Dois anos depois matriculou-se na Faculdade de Medicina da Universidade de Coimbra. Concluída a formatura, abriu consultório de clínica geral em Souselas, no concelho de Coimbra, em 1955. Pouco depois, em 1956, estabeleceu-se no Barroso, praticando clínica geral e estomatologia. Teve consultório na aldeia de Pisões, onde então se empreendia a construção de uma das maiores albufeiras do País, a Barragem do Alto Rabagão (concluída em 1964), hoje «Empreendimento Hidroélectrico do Alto Rabagão», onde prestou serviço aos muitos trabalhadores que a construíram. 
Como Médico percorreu toda a região de Barroso. Fica conhecido pelo serviço aos pobres a quem não levava dinheiro e até oferecia os medicamentos. Existe um vasto leque de testemunhos de como, naquela terra isolada, curou e salvou inúmeras vidas.
Em 1971 fixa-se no Porto, onde se manteve até ao final da vida, e onde exerceu medicina até se reformar. Depois do 25 de Abril de 1974, funda o jornal «Correio do Planalto». Bento da Cruz nunca se desligou da aldeia e do mundo rural em que nasceu. Visita-a regularmente e nela gozou sempre as férias e os tempos de descanso. Nela se inspira e escreve. Os muito famosos «Prolegómenos», crónicas que manteve no seu Jornal (das quais resultaram três obras com esse título), abordam na sua maioria temáticas rurais e histórias de antanho. É frequente encontrá-lo nos seus muitos passeios pelos campos e velhos caminhos da terra. Reconstruiu a casa de seu avó de forma rústica e tudo nela evoca o Barroso de antigamente. 
Foi nomeado Patrono da Escola Secundária de Montalegre (Escola Secundária Dr. Bento da Cruz), onde na primeira década do terceiro milénio lhe foi dedicado um busto. Algumas ruas da vila foram também baptizadas com o seu nome. Na portaria da escola está, numa placa de mármore, uma das suas mais belas afirmações: «O Barroso é um Paraíso, o único ou um dos poucos que ainda existem à face da terra.» 
Bento da Cruz é, considerado, um dos maiores escritores Transmontanos de todos os tempos. Faleceu, na sua casa do Porto, a 25 de Agosto de 2015 e foi sepultado na sua aldeia de Peirezes da Chã no dia 27.  

## Obra

### Romance e contos
- Hemoptise, sob o pseudónimo de Sabiel Truta, 1959
- Planalto em Chamas, 1963
- Ao Longo da Fronteira, 1964
- Filhas de Loth, 1967
- Contos de Gostofrio, 1973
- O Lobo Guerrilheiro, 1980
- Planalto do Gostofrio, 1982
- Histórias da Vermelhinha, 1991
- Planalto de Gostofrio, 1992
- Histórias de Lana-Caprina, 1994
- O Retábulo das Virgens Loucas, 1996
- A Loba, 1999
- A Lenda de Hiran e Belkiss, de 2005
- A Fárria, de 2010 (comemoração dos 50 anos de vida Literária)

### Biografia
- Victor Branco: Escritor Barrosão, Vida e Obra, 1995
- Guerrilheiros Antifranquistas em Trás-os Montes, 2005
- Camilo Castelo Branco: Por terras de Barroso e outros lugares, 2012

### Crónicas
- Prolegómenos, 2007
- Prolegómenos II, 2009[4][5]
- Prolegómenos III, 2013

## Testemunhos
Alguns testemunhos sobre o escritor:
Entre os escritores Ibéricos, alguns há mais servidos de fama e vangloria, por força das tertúlias literárias ou dos turíbulos da lisonja; mas nenhum como Bento da Cruz, nos faz ouvir, ver e sentir a melodia dos crótalos de bronze dos poetas Gregos. bento da Cruz é o artista da palavra primeira e última. Escreve como quem pinta ou conta. Ler Bento da Cruz, é ver e ouvir a religiosa melopeia da água dos açudes, as matinas dos pássaros no coro alto das árvores, o disparo dos engenhos das poças nos doceis dos salgueiros das corgas, o requeimo do sol de verão mais ardente que vermelho, a tristura dos 
invernos nos amieiros verdes atirados ao fogo.
José Dias Baptista In CRUZ, Bento Gonçalves da. Histórias de Lana-Caprina. Editorial Notícias, 2ª Ed., Maio de 1999. ( Texto da Contracapa)

## Prémios literários
- Prémio “Fialho de Almeida” da Sociedade Portuguesa de Escritores Médicos (Contos de Gostofrio e Lamalonga)
- Prémio Literário “Diário de Notícias” 1991 (O lobo guerrilheiro)
- Prémio de Ficção da Sociedade Portuguesa de Escritores e Artistas Médicos (idem)
- Prémio Literário de Investigação da Câmara Municipal de Montalegre (Victor Branco, escritor barrosão – Vida e obra)
- Prémio Literário (Ficção) da Câmara Municipal de Montalegre (O retábulo das virgens loucas)
- Prémio Eixo Atlântico de Narrativa Galega e Portuguesa 1999 (A loba)[6]
- “Prémio Arzobispo Juan de San Clemente” na modalidade “A melhor novela em galego do ano 2000”. (A loba)